# Klutajny
Klutajny – wieś w Polsce położona w województwie warmińsko-mazurskim, w powiecie lidzbarskim, w gminie Kiwity.
| SIMC    | Nazwa       | Rodzaj             |
| ------- | ----------- | ------------------ |
| 0478173 | Gościechowo | osada              |
| 0478210 | Maków       | osada (do 2023 r.) |

W latach 1975–1998 miejscowość administracyjnie należała do województwa olsztyńskiego. Wieś znajduje się w historycznym regionie Warmia.